# Denis D'Amour
Denis D'Amour (né le 24 septembre 1959 – mort le 26 août 2005), surnommé Piggy, était le guitariste des groupes Voivod (Thrash metal) et Aut'Chose.
Il fut un des membres principaux de Voivod jusqu'en 2005, année de sa mort. Son intérêt pour la musique commence tout jeune, quand il reçoit un cours de violon classique. Influencé par des artistes de la scène rock tels que Pink Floyd et Rush, il décide de créer son style de musique avec Voivod.
En 2005, il reçoit un diagnostic de cancer colo-rectal. Des complications surviennent, de sorte que toute intervention est inutile. Piggy a écrit cependant de nombreuses chansons pour laisser au reste de l'équipe de Voivod un héritage posthume. Il meurt le 26 août 2005, entouré de sa famille, dans un hôpital à Montréal. Un an plus tard sort Katorz, résultat de l'héritage laissé par Piggy.
Denis D'Amour est le premier musicien admis au Panthéon du métal québécois. L'intronisation de Piggy a eu lieu lors du festival mis sur pied par Mauricie "Rocker" Richard (Rockatak), pour souligner les 25 ans du métal québécois en septembre 2007.

## Discographie
albums de VOÏVOD:
- War and Pain 1984 (Metal Blade Records)
- Rrröööaaarrr 1986 (Noise Records)
- Killing Technology 1987 (Noise Records)
- Dimension Hatröss 1988 (Noise Records)
- Nothingface 1989 (Mechanic / MCA Records)
- Angel Rat 1991 (Mechanic Records) / MCA Records)
- The Outer Limits 1993 (Mechanic / MCA Records)
- Negatron 1995 (Hypnotic Records)
- Phobos 1998 (Slipdisc Hypnotic Records)
- Kronik 1998 (Slipdisc Hypnotic Records)
- Voivod Lives 2000 (Metal Blade Records)
- Voivod 2003 (Chophouse Records / Surfdog Records)
- Katorz 2006 (The End Records)
- Infini 2009 (Relapse Records)
  - Note: Des enregistrements de Denis D'Amour apparaissent sur les albums Katorz et Infini parus après sa mort.